# Arnau Puig i Grau
Arnau Puig i Grau   (Barcelona, 16 de gener de 1926 - Barcelona, 29 de març de 2020) fou un crític i sociòleg de l'art català.

## Biografia
Es llicencià en filosofia a la Universitat de Barcelona, i del 1956 al 1961 s'especialitzà en sociologia de la cultura i de l'art a la Universitat de la Sorbona (París), on fou fortament influït per l'existencialisme. Esdevingué un dels principals impulsors de l'avantguardisme a Catalunya.
Fundà les revistes Algol i Dau al Set, de la qual sortí el grup d'art del qual en fou teòric. Ha col·laborat a Siglo 20, Cúpula, Presència, La Vanguardia, Nueva Forma, i El País, i exercí la crítica a Revista Europa, Gazeta del Arte, Batik, Avui i Artes Plásticas. Del 1964 al 1975 fou president del Cercle Maillol de l'Institut Francès de Barcelona. Destacà com a professor a la facultat de filosofia i lletres de la Universitat de Barcelona i de la Universitat Autònoma de Barcelona i com a catedràtic d'estètica a l'Escola Tècnica Superior d'Arquitectura de Barcelona.
Fou director de l'Institut d'Història i Arqueologia del Consell Superior d'Investigacions Científiques a Roma. El 1992 rebé la Creu de Sant Jordi, el 2003 el premi de l'Associació Catalana de Crítics d'Art i el 2004 la medalla al mèrit cultural de l'Ajuntament de Barcelona. Fou també membre d'honor de la Reial Acadèmia Catalana de Belles Arts de Sant Jordi i col·laborador habitual de la revista Bonart.
El 2012 fou guardonat amb el Premi Nacional a la Trajectòria Professional i Artística, concedit per la Generalitat de Catalunya. Fou patró de la Fundació Joan Brossa i parella de la ballarina i coreògrafa Consol Villaubí i Pons, amb qui col·laborà en alguns projectes.